# Propad Osmanskega cesarstva
Članek govori o oslabitvi in dokončnem padcu Osmanskega cesarstva od 17. do 20. stoletja. Za vzpon Osmanskega imperija glej vzpon Osmanskega cesarstva.
Od konca 16. stoletja je moč turškega cesarstva vedno bolj slabela, ekonomski in tehnični napredek Evrope je bil čedalje večji, turška država pa je vse bolj zaostajala. Z zmago v vojni z Osmanskim cesarstvom 1768-74 in z mirom, sklenjenim v Kučuk Kainardžiju, je Rusija dobila Krim, mejo na Bugu, pokroviteljstvo nad Moldavijo in Vlaško, postala pa je tudi zaščitnica vseh pravoslavnih prebivalcev Osmanskega cesarstva. Vzhodno vprašanje je postalo za skoraj 150 let eno od osnovnih vprašanj evropske diplomacije. Gre za problem t. i. bolnika ob Bosporju, to je Osmanskega cesarstva, ki je vse bolj propadalo. Za njegovo nasledstvo so se potegovale vse evropske velesile, postalo je stalno žarišče nestabilnosti na območju jugovzhodne Evrope in vzrok za nekaj vojn. S propadanjem Osmanskega cesarstva je v ospredje stopalo tudi narodnobuditeljsko in prerodno gibanje ter osvobajanje balkanskih narodov, ki so v 19. stoletju drug za drugim ustanavljali svoje države. Že ob koncu 18. stoletja pa je začelo v turškem cesarstvu vreti ne le na Balkanskem polotoku, pač pa tudi v Kurdistanu, Gruziji, Armeniji in na Arabskem polotoku. Na to je vplivalo zlasti vse hitrejše razpadanje čiftluškega sistema, razpadala je tudi vojska, saj so se spahiji izogibali vojaški obveznosti; tudi janičarji so izgubljali sloves bojevnikov, saj zaradi stalnih vojaških porazov ni bilo več vojnega plena, od katerega so večinoma živeli. Tehnično je vojska ostala na ravni 16. stoletja in to je bil glavni vzrok porazov.
Od sultana Selima III. naprej je država skušala uvajati različne reforme (vojska, uprava, finance, šolstvo), ki pa niso bile izpeljane, zlasti ne na podeželju. Sultan Selim je poskus uvajanja stalne vojske celo plačal z življenjem, ubili so ga janičarji, ki so stalni vojski najbolj nasprotovali. Leta 1826 je sultanu Mahmutu II. končno uspelo premagati janičarje, z njihovim pobojem pa je nekdaj najelitnejši del turške armade dokončno izginil. Separatistične težnje na najrazličnejših koncih monarhije od Irana do Egipta in severne Afrike so se povečevale in posamezni paše so bili v svojih pašalukih precej samostojni, tako je Ali paša iz Janine v Epiru imel celo svojo vojsko. Nasilje janičarjev je sprožalo odpor in upor podložnikov in raje v Srbiji 1804, ko je prišlo do prve srbske vstaje. Naslednje leto se je v Egiptu Mehmed Ali paša popolnoma osvobodil sultanove vlade. Sultan Mahmut II. je 1829 po pokolu janičarjev 1826 moral priznati neodvisnost Grčije, naslednje leto še Srbije, notranjo avtonomijo pa sta dobili še Vlaška in Moldavija. Nadaljeval je reforme, imenovane Tanzimat ali novi red, ki jih je začel že sultan Selim. S temi reformami je bil odpravljen timarski sistem, moderniziral se je upravni sistem, ustanovljena so bila ministrstva, začelo se je laično visoko šolstvo, po evropskem vzoru je bila v armadi preurejena pehota, največ pridobitev pa je doživela artilerija. Vendar pa v prvi polovici 19. stoletja Osmanskega cesarstva še ni zajela modernizacija v industriji, ekonomiji in drugih vejah gospodarstva, buržoazije je bilo malo, zahteve po ustavni parlamentarni obliki vladavine so se šele začele pojavljati, sultanova oblast je bila še zelo avtokratska.